# Obrót giełdowy
Obrót giełdowy – obrót papierami wartościowymi lub innymi instrumentami finansowymi dokonywany na rynku regulowanym.
Zgodnie z polskim porządkiem prawnym, kryteria i warunki dopuszczania papierów wartościowych i innych instrumentów finansowych do obrotu na poszczególnych rynkach giełdowych, w tym papierów wartościowych dopuszczonych do obrotu na rynku regulowanym w innym państwie członkowskim, określa regulamin giełdy zatwierdzany przez Komisję Nadzoru Finansowego.
Wartość obrotu giełdowego (ang. turnover) oblicza się poprzez zsumowanie wartości wszystkich przeprowadzonych transakcji ({\displaystyle {\text{cena}}\cdot {\text{liczba}}}). Najczęściej podaje się go w ujęciu dziennym.
Wysoka wartość obrotu giełdowego świadczy o sile (dużym znaczeniu) danej giełdy. Duży obrót oznacza też dużą płynność obracanych aktywów.